# Muehlenbeckia astonii
Muehlenbeckia astonii Markgr. – gatunek rośliny z rodziny rdestowatych (Polygonaceae Juss.). Występuje endemicznie w Nowej Zelandii. 

## Morfologia

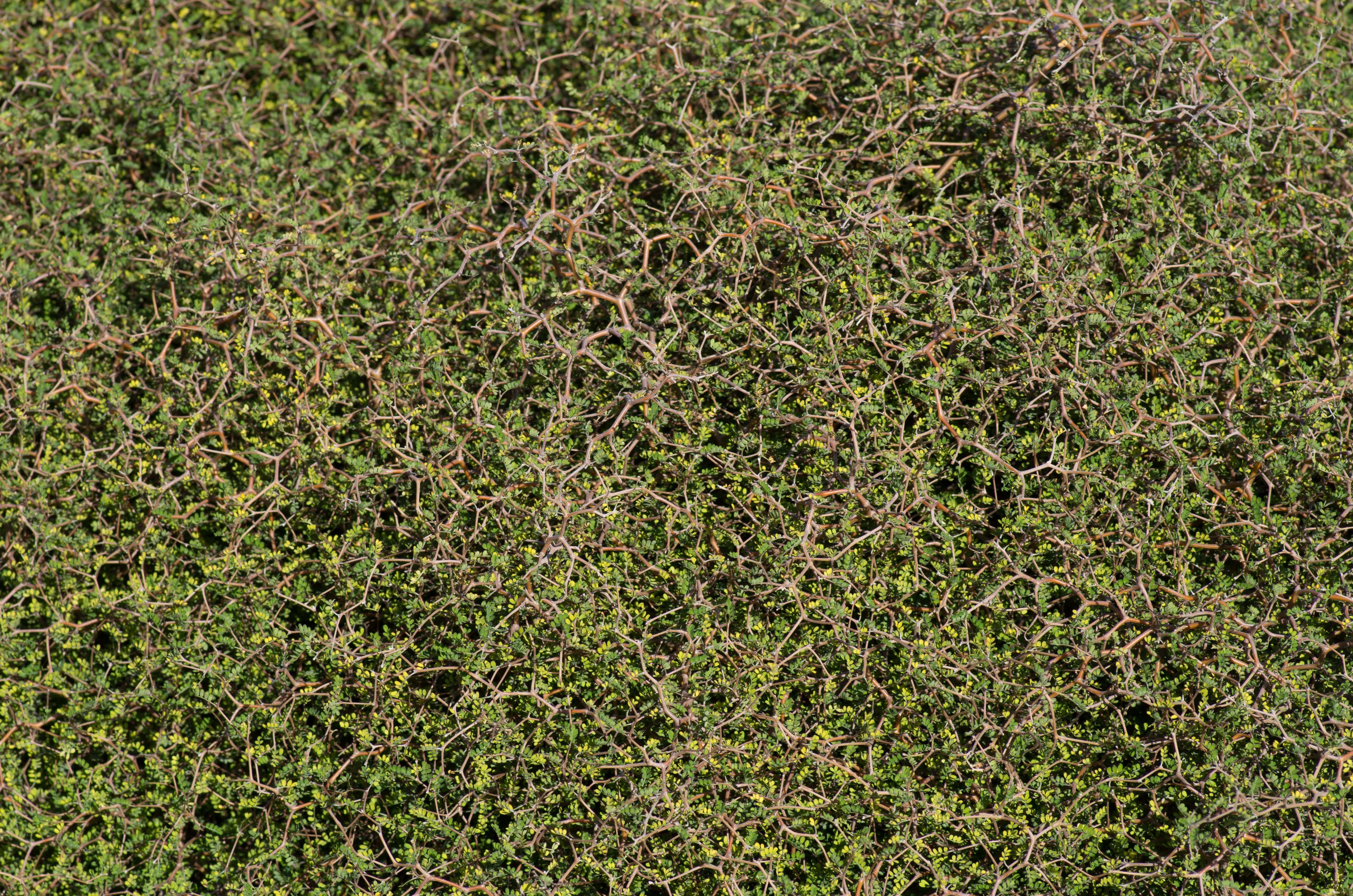
Pędy są liczne, bardzo rozgałęzione

PokrójKrzew o wyprostowanym pokroju. Dorasta do 2 m wysokości i 2 m szerokości. Gałązki są smukłe, powyginane, rozwidlone i mniej lub bardziej przeplatające się. Pędy są liczne, bardzo rozgałęzione, mierzą do 1 cm średnicy.
LiścieSą zebrane po 2–3 na krótkich gałązkach lub wzdłuż dłuższych gałęzi. Ich blaszka liściowa jest nieco błoniasta. Mierzy 3–10 mm szerokości, jest zazwyczaj całobrzega, o szeroko sercowatej lub klinowej nasadzie i czasami wciętym wierzchołku. Ogonek liściowy jest krótki i smukły.
KwiatyNiepozorne, zebrane w małe pęczki na bardzo krótkich szypułkach, rozwijają się w kątach pędów. Kwiaty żeńskie mierzą około 2,5 mm średnicy, ich listki okwiatu mają barwę od zielonej do białej lub różowawej, mają zazwyczaj 8 prątniczków, zalążnia jest trójkątna w przekroju, a jej powierzchnia jest żłobkowana, mają 3 strzępiaste znamiona.
OwoceOsiągają 2–2,5 mm długości oraz 1,25 mm szerokości, są matowe, pofałdowane, osadzone w trwałym, gruboszowatym lub suchym okwiecie.

## Biologia i ekologia
Owoce dojrzewają od grudnia do lutego.